# Stal-Laval Turbin

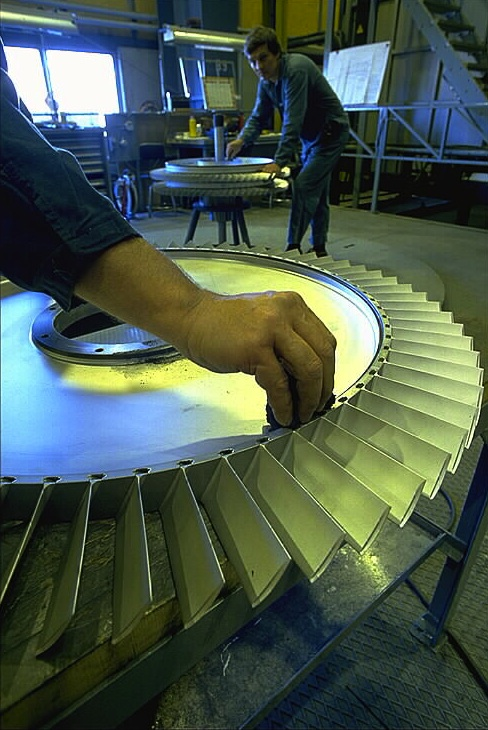
Turbintillverkning, montering av turbinblad vid Stal-Laval i början av 1980-talet.

STAL-Laval Turbin AB var ett svenskt företag som tillverkade turbiner. Det bildades 1959 genom en sammanslagning av AB de Lavals Ångturbin och Svenska Turbinfabriks AB Ljungström (Stal), och fick 1962 detta namn, efter att inledningsvis ha kallats Turbin AB de Laval Ljungström (TALL). I likhet med Stal var Stal-Laval ägt av Asea. 1960 hade företaget 970 anställda. Från 1962 började man koncentrera all produktion till Finspång.
Under 1970-talet började STAL-LAVAL leverera turbiner till kärnkraftverk. Bland annat skedde leveranser till alla fyra svenska kärnkraftverk samt till det finländska kärnkraftverket Olkiluoto.
1984 blev namnet Asea Stal, som ett led i Aseas strävan att koncernnamnet skulle finnas i alla dotterbolags namn. Efter att Asea uppgick i ABB blev företagsnamnet 1988 ABB Stal.

## Sammanslagning mellan ABB och Alstom
År 1999 slogs ABB:s och franska Alstoms verksamheter inom kraftgenerering ihop och ett nytt samägt företag bildades under namnet ABB Alstom Power. Verksamheten i Finspång, i huvudsak motsvarande ABB Stal, blev grunden för det svenska dotterbolaget ABB Alstom Power Sweden AB. Redan året efter, 2000, köpte Alstom ut ABB:s andel, och företaget blev Alstom Power med det svenska dotterbolaget Alstom Power Sweden AB. 2003 hade Alstom lönsamhetsproblem, och sålde ut delar av koncernens verksamhet. Verksamheten i Finspång såldes till Siemens AG och blev Siemens Industrial Turbomachinery AB (SIT), medan andra svenska delar inom kraftgenerering blev kvar inom Alstom.

## Verkställande direktörer
Stal-Laval, Asea Stal och ABB Stal hade följande verkställande direktörer:
- 1959-1961: Curt Nicolin
- 1961-1968: Ingvar Jung
- 1968-1981: Carl Larsson
- 1981-1988: Göran Lundberg
- 1988: Jan Segerberg
- 1988: Bengt Ljung
- 1989-1992: Lars Vågman
- 1992-1993: Lars Josefsson
- 1993-1998: Leif Nilsson
- 1998-2003: Lars Josefsson (civilingenjör)[4]